# Ирано-украинские отношения
Ирано-украинские отношения — двусторонние дипломатические отношения между Ираном и Украиной.

## История
В 2010 году посол Украины Александр Самарский вручил верительные грамоты министру иностранных дел Ирана Манучехру Моттаки, призвав страны расширять сотрудничество друг с другом.
В 2014 году Иран не признал аннексию Крыма Российской Федерацией, считает эту территорию неотъемлемой частью Украины.
В 2016 году впервые состоялось заседание украинско-иранской совместной комиссии по торгово-экономическому сотрудничеству. Был запущен механизм по упрощению процедуры получения украинских виз иранскими гражданами. Визит в Иран министра энергетики и угольной промышленности Украины способствовал достижению договоренностей по транзиту в ЕС иранских энергоносителей через территорию Украины. Был возобновлён механизм политических консультаций на уровне заместителей министров иностранных дел обоих государств.
Спикер МИД Ирана Сейед Аббас Мусави выразил надежду, что избрание президентом Украины Владимира Зеленского 21 апреля 2019 года приведёт к расширению двусторонних отношений между иранским и украинским народами.
3 января 2020 года МИД Украины выразило беспокойство из-за эскалации ситуации на Ближнем Востоке после атак на базу операции «Непоколебимая решимость» и посольство США в Ираке, а также действий Соединённых Штатов — убийства иранского военного деятеля Касема Сулеймани.
8 января 2020 года в авиакатастрофе Boeing 737-800 авиакомпании Международных авиалиний Украины близ Тегерана погибли 176 человек. Президент Украины Владимир Зеленский выразил соболезнования родным и близким погибших пассажиров и членов экипажа. По его указанию СНБОУ сформировал оперативный штаб. 11 января 2020 года Владимир Зеленский призвал правительство Ирана привлечь к ответственности виновных в авиакатастрофе и обсудить вопрос компенсации.
20 января 2020 года в Киев прибыла иранская делегация во главе со специальным посланником президента Ирана, министром дорог и градостроительства этой страны Мохаммадом Эслами. Он встретился с министром иностранных дел Украины Вадимом Пристайко. Стороны говорили о необходимости всестороннего и объективного расследования всех обстоятельств авиакатастрофы самолёта МАУ.

### С 2022 года
После российского вторжения на Украину в 2022 году Иран 2 марта воздержался от голосования по резолюции ES-11/1 Генеральной Ассамблеи ООН, осуждавшей российское вторжение и требовавшей полного вывода российских войск с территории Украины. 7 апреля Иран проголосовал против резолюции ES-11/3, приостанавливающей членство России в Совете ООН по правам человека.

## Туризм
Срок оформления украинской визы в обычном порядке составляет 15 календарных дней, иранской — 7 дней. Украинские граждане имеют возможность получить иранскую туристическую визу в международных аэропортах Ирана. В 2016 году посольство Украины в Иране оформило 1466 виз для иранских туристов (в 2015 году — 533).
В 2018 по данным посольства Украины, в Исламской Республике Иран находилось около 850 граждан Украины. Из них — около 550 украинцев вместе с семьями были задействованы на строительстве атомной электростанции.

## Культурно-гуманитарное сотрудничество
Например в рамках сотрудничества с Тегеранской консерваторией на постоянной основе проходят визиты в Иран преподавателей Национальной музыкальной академии Украины имени. П. И. Чайковского и Киевского института музыки им. Р.Глиера.
Иранские ученые приняли участие в 16-й международной конференции по астрофизике «Astrophysics and Cosmology after Gamow; progress and persepctives» на базе Одесского национального университета в августе 2016 года, а также в 6-й Международной конференции «Наноматериалы: применение и свойства», во Львове в сентябре 2016 года.
Иранские волонтеры активно принимают участие в молодёжных гуманитарных проектах AIESEC (Association internationale des étudiants en sciences économiques et commerciales), осуществляемых в Украине.
Иранская сторона выделяет гранты на обучение украинских студентов в Иране по специальности персидский язык и литература.

## Торговля
В 2016 году товарооборот между Украиной и Ираном превысил 600 млн евро.
В течение 2017 года объём импорта товаров из Ирана увеличился на 75,4 % и составил 70,1 млн долларов (по данным ГФС Украины — 166,464 млн долларов), что произошло за счет роста поставок в Украину нефти и нефтехимических продуктов.
В 2018 году объём экспорта из Ирана на Украину составил 113 млн долларов США (без учёта нефтепродуктов), что на 41,64 % меньшую сумму по сравнению с аналогичным периодом прошлого года. Экспорт Ирана на Украину: изюм, фисташки, фармацевтические препараты и финики. Экспорт Украины в Иран: подсолнечное масло, кукуруза, паровые турбины и запчасти для локомотивов. По результатам 2018 года украинский экспорт аграрных и пищевых товаров в Иран составил 421 млн долларов, а товарооборот между странами составил 437,5 млн долларов.
По данным Госстата Украины за первые 9 месяцев 2019 года структура экспорта и импорта в части агропродукции свидетельствовала, что Украина больше продаёт в Иран, чем покупает у него. Экспорт (январь-октябрь 2019 года) в Иран принёс Украине 157,65 млн долларов, импорт составил — 35,13 млн долларов.

## Дипломатические представительства
- Иран имеет посольство в Киеве[19][20].
- Украина содержит посольство в Тегеране[21][22].